# Stazione di Marnate-Olgiate Olona
La stazione di Marnate-Olgiate Olona era posta lungo la ferrovia Castellanza-Mendrisio, dismessa nel 1977, e serviva i comuni di Marnate e di Olgiate Olona.

## Storia
L'impianto venne attivato il 18 luglio 1904 contestualmente all'inaugurazione della tratta Castellanza-Cairate della linea per Malnate, a cura della Società Anonima per la Ferrovia Novara-Seregno (FNS).
Nel 1939, con l'arretramento del capolinea a Castiglione Olona attuato in conseguenza degli eventi correlati con la seconda guerra mondiale, il traffico passeggeri diminuì per essere definitivamente soppresso nel 1952, lasciando alla stazione la sola funzione di scalo per le merci.
Il 16 luglio 1977 la linea, e con essa la stazione di Marnate-Olgiate Olona, venne definitivamente soppressa.